# شارل-ادوار براون-سکار
شارل-ادوار براون-سکار (فرانسوی: Charles-Édouard Brown-Séquard‎; ۸ آوریل ۱۸۱۷ – ۲ آوریل ۱۸۹۴) دانشمند در زمینه فیزیولوژی و عصب‌شناسی اهل فرانسه بود.
وی همچنین برندهٔ جوایزی همچون همکار انجمن سلطنتی شده‌است.
او در ۱۸۹۴ درگذشت و مقبره وی در گورستان مون‌پارناس، پاریس است.